# Арсенев, Константин Борисович
Константин Борисович Арсенев (род. 17 января 1967, Калининград, Московская область) — российский поэт-песенник, композитор, автор-исполнитель, продюсер.

## Биография
Родился 17 января 1967 года в Калининграде (город Королев, Московская область).
Отец — Оганджанов Борис Сергеевич, мать — Арсеньева Раиса Ивановна. Стихи начал сочинять в 12-летнем возрасте. В старших классах начал писать песни.

### Начало творческой деятельности
После армии от случая к случаю Константин пел свои песни в компании, и ему неожиданно предложили выступать в сборных концертах. Там другие музыканты обратили внимание на качество его текстов, и просили написать слова на их музыку, и тем вовлекли его в профессию поэта-песенника. Поворотным моментом стала встреча с композитором Игорем Валерьевичем Зубковым: авторы попробовали поработать вместе, и среди их первых песен были «Женское счастье», «Школьная пора» и «Дальнобойщик» для Татьяны Овсиенко и «Без тебя» и «Танго втроём» для Кристины Орбакайте. Авторским дуэтом Константина Арсенева и Игоря Зубкова созданы альбомы Татьяны Овсиенко «Надо влюбиться» (1995 г.) и «За Розовым морем» (1997 г.).
Этим же дуэтом были написаны десятки песен для Михаила Шуфутинского, среди которых «Наколочка», «Марджанджа», «Крым», «Барышня-черешня» и др., для Филиппа Киркорова — «Влюблённый и безумно одинокий», для группы «Штар» — «Красное платье» и «Женская любовь», для Алёны Апиной — «Детство» и «Поезда», для Валерия Сюткина — «Далеко-далеко» и множество других.
В 1997 году состоялась встреча Константина Арсенева с Игорем Яковлевичем Крутым, и сложившийся творческий дуэт выпустил в мир десятки песен, среди которых «Незаконченный роман» (И. Крутой-И. Аллегрова), «Сокровища Чёрного моря», «Я позабыл твое лицо» и «Канатный плясун» (В. Леонтьев), Лунная тропа» (Алсу), гимн ФК «Шахтер» и множество других. Плодотворным оказалось и сотрудничество с Игорем Матвиенко: увидели свет «Снегири - не гири», «Ты - небо, я - Земля» для «Иванушек Интернейшнл», «Романтика», «Не виноватая я» для группы «Фабрика», «Старые друзья» для «Любэ» и др.
В 1998 году Константин занялся продюсированием. Вместе с Евгением Фридляндом был создан проект «Премьер-министр» и написан ряд песен для него («Горе - не беда», «Атомное чувство любовь»). Во время работы над вторым альбомом Константин вышел из проекта по творческим соображениям.
Познакомившись с певцом Павлом Титовым, Константин предложил ему сделать проект «Паскаль». Музыку в основном писал Павел, а слова — Константин, и этим дуэтом были созданы «Шёлковое сердце», «Сто процентов любви», «Лето, лето, лето» и «Боже, как долго», которую Паскаль и Константин дуэтом и исполнили. В то время Константин начал работать с Григорием Лепсом, и вместе с Паскалем написал ему песню «Первый День рожденья». На концертных площадках, часто работая вместе с Паскалем, Григорий несколько раз исполнил партию Константина, который за авторскими заботами не помышлял о работе на сцене, и через несколько лет Григорий Лепс записал эту песню сольно. Тогда же Константин написал на мелодию Григория текст «Крыса-ревность», песня стала знаковой для артиста, и с этого началась долгая работа в проекте Григория Лепса, вышли десятки песен, среди которых «На струнах дождя», «Она не твоя», «Я тебя не люблю», «Что может человек», «Уходи красиво», «Разные люди» и многие другие. Константин был номинальным продюсером Паскаля, но его интересовал больше творческий процесс, не хватало финансово-административной структуры, поэтому по завершении работы над вторым альбомом «Сто процентов любви» Константин по просьбе Паскаля передал проект в продюсерский центр «Центум», и совместная работа соавторов с тех пор ограничивалась отдельными песнями.
Новые песни и проекты Арсенева имеют все более философский окрас. Это, например, фолк-рок группа «Ярилов зной», с которой Константин воплощает в жизнь свое понимание современного народного коллектива, и ищет ответы на вопросы, важные для сегодняшнего народа. Константин Арсенев выпускает и песни в собственном исполнении, экспериментируя с музыкальными стилями, чтобы высказывать свои чувства не через исполнителей, а напрямую.

### Семья
- Отец — Оганджанов Борис Сергеевич
- Мать — Арсеньева Раиса Ивановна

Двое детей:
- сын Арсенев Богдан Константинович[5]
- сын Арсенев Никита Константинович

## Награды
Диплом лауреата ежегодной Почетной премии Российского Авторского Общества «За вклад в развитие науки, культуры и искусства» (2013), вручаемой деятелям культуры.

## Участие в продюсировании музыкальных проектов
- Премьер-министр — (сопродюсер)
- Паскаль — (продюсер)